# Kagawa Shinji
Kagawa Shinji (香川 真司 (Hương Xuyên Chân Tư) sinh ngày 17 tháng 3 năm 1989 tại Tarumi-ku, Kobe) là một cầu thủ bóng đá người Nhật Bản thi đấu ở vị trí tiền vệ cho câu lạc bộ Cerezo Osaka tại J1 League.
Kagawa bắt đầu sự nghiệp của mình tại đội bóng quê nhà Cerezo Osaka trước khi đến Đức chơi cho Borussia Dortmund vào năm 2010. Hai năm sau đó, anh gia nhập đội bóng Anh Manchester United rồi quay trở lại Dortmund vào năm 2014.
Ở đội tuyển quốc gia, Kagawa có trận ra mắt vào tháng 5 năm 2008 và cùng đội tuyển Nhật Bản vô địch Cúp bóng đá châu Á 2011.

## Sự nghiệp câu lạc bộ
Kagawa đã bắt đầu chơi bóng trong thời gian học tiểu học. Anh đã gia nhập Câu lạc bộ bóng đá NK Kobe và sau đó chuyển đến câu lạc bộ bóng đá Miyagi Barcelona ở Sendai, tỉnh Miyagi từ năm 2001 đến năm 2005. Câu lạc bộ Cerezo Osaka nhanh chóng nhận thấy tài năng của anh và ký hợp đồng chuyên nghiệp với anh ở tuổi 17. Anh là cầu thủ đầu tiên tại Nhật Bản ký hợp đồng chuyên nghiệp trước khi tốt nghiệp trường trung học. Năm 2007, anh trở thành một nhân tố chủ lực của Cerezo, nhưng câu lạc bộ đã bỏ lỡ cơ hội thăng hạng lên J. League Division 1.

### Borussia Dortmund

#### 2010–11

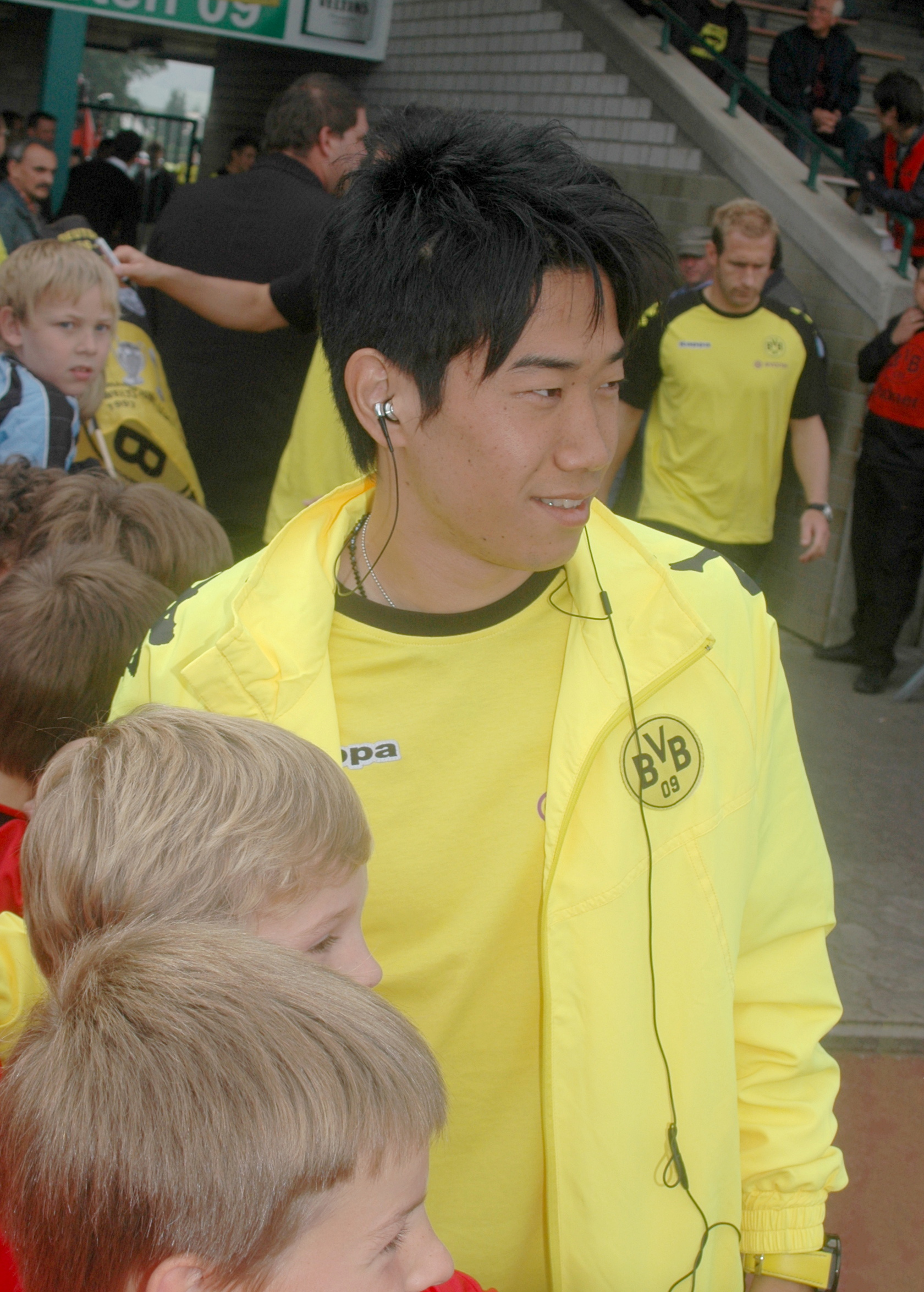
Kagawa trong màu áo Dortmund năm 2011

Kagawa chuyển đến câu lạc bộ Borussia Dortmund vào tháng 7 năm 2010 từ Cerezo Osaka với phí chuyển nhượng 350.000 euro.
Ngày 23 tháng 8 năm 2010, Kagawa có trận ra mắt đầu tiên của mình ở Bundesliga. Sau khi ghi được hai bàn thắng đầu tiên của mình cho câu lạc bộ ở vòng đấu loại tại UEFA Europa League trong trận gặp Qarabağ FK, anh tiếp tục ghi bàn trong trận đấu Bundesliga gặp VfL Wolfsburg mà Dortmund giành chiến thắng 2-0. Trong trận derby vùng Rurth gặp Schalke 04 ngày 19 tháng 9 mà Dortmund thắng 3-1, Kagawa cho biết trước trận đấu rằng anh sẽ ghi hai bàn thắng, và sau đó đã làm được điều đó ở các phút 20 và 58.
Cuối mùa giải 2010-2011 anh đã cùng Borussia Dortmund giành chức vô địch Bundesliga và được xếp vào đội hình tiêu biểu của Bundesliga mùa giải này dù bị chấn thương khi phục vụ cho đội tuyển quốc gia tham dự Cúp bóng đá châu Á 2011 và phải nghỉ thi đấu phần lớn lượt về mùa giải.

#### 2011–12
Kagawa trở lại sau chấn thương từ cuối mùa giải trước và được xem là một trong những nhân tố chủ lực của Dortmund trong hành trình bảo vệ danh hiệu vô địch Bundesliga và thi đấu tại UEFA Champions League sau nhiều năm vắng mặt tại đấu trường này. Kagawa ghi bàn thắng đầu tiên tại Bundesliga mùa giải mới vào ngày 18 tháng 9, trong trận thua 2-1 trước Hannover 96, khi đội bóng của anh đã để thua hai bàn thắng trong ba phút cuối cùng. Ngày 22 tháng 10, Kagawa mở tỉ số ở phút thứ bảy mở màn cho Dortmund nghiền nát 1. FC Köln 5-0 trước 80.200 người hâm mộ ngay tại Iduna Signal Park. Kagawa ghi bàn một lần nữa vào ngày 5 tháng 11 trong trận Dortmund thắng VfL Wolfsburg 5-1. Anh đã ghi bàn danh dự muộn màng trong trận đấu với Arsenal, cuối cùng thua 2-1, kết thúc vòng đấu bảng Champions League ở vị trí cuối cùng và bị loại.
Ngày 28 tháng 1 năm 2012, Kagawa lập cú đúp trong chiến thắng 3–1 trước Hoffenheim. Kagawa ghi bàn thắng duy nhất của trận đấu với Werder Bremen ngay ở phút từ đường chuyền của İlkay Gündoğan vào ngày 17 tháng 3. Kagawa tiếp tục có một cú đúp nữa vào ngày 25 tháng 3 trước Köln để giúp Dortmund có chiến thắng 6-1, tiếp tục dẫn đầu Bundesliga.
Trong trận chung kết Cúp bóng đá Đức (DFB-Pokal) 2012 với Bayern München, Kagawa là người ghi bàn mở tỉ số ngay ở giây thứ 159, mở đầu cho chiến thắng 5-2 của Dortmund. Kết thúc mùa giải, anh cùng Dortmund giành được cú đúp danh hiệu giải quốc nội, với cá nhân anh có được 13 bàn thắng trong 31 trận tại Bundesliga.

### Manchester United
Mùa hè năm 2012, Shinji Kagawa đã gia nhập Manchester United với giá trị chuyển nhượng 12 triệu bảng kèm thêm 5 triệu nếu Kagawa thi đấu tốt. Trong những trận đấu giao hữu chuẩn bị cho mùa đầu tiên cùng MU, Kagawa đã thể hiện được giá trị với lối chơi thông minh và kỹ thuật. Anh có trận đấu đầu tiên tại Premier League vào ngày 20 tháng 8 năm 2012, trong trận thua 1–0 trước Everton. Năm ngày sau đó, anh có bàn thắng đầu tiên cho Quỷ Đỏ trong chiến thắng 3-2 trước Fulham, với pha đá bồi từ cự ly gần. Anh gặp chấn thương trong khuôn khổ vòng bảng UEFA Champions League và phải nghỉ thi đấu khoảng hai tháng trước khi có trận trở lại đội hình của MU trong trận gặp Tottenham (hòa 1-1).

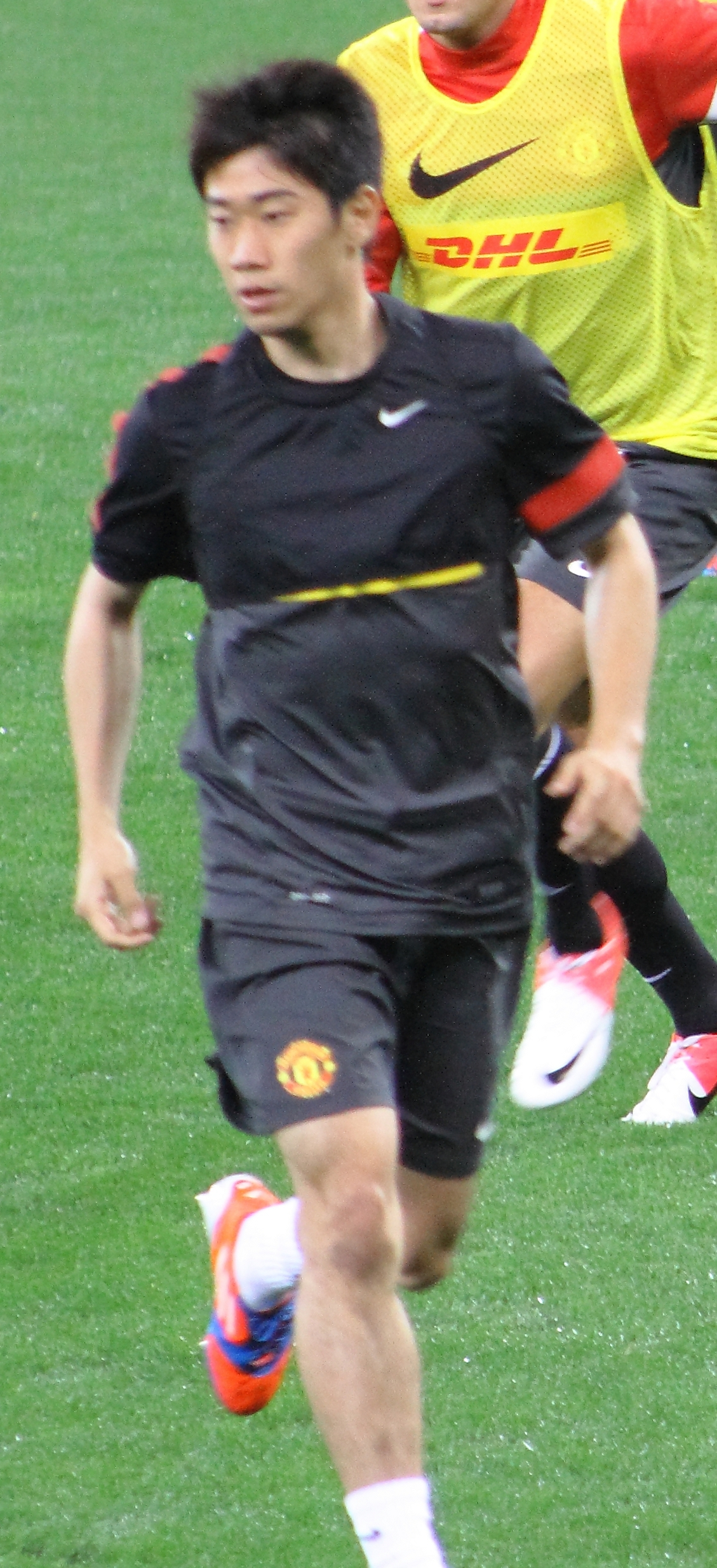
Kagawa tập luyện cùng Manchester United ở mùa giải 2012–13

Vào ngày 2 tháng 3 năm 2013 trong trận đấu với Norwich City, Kagawa ghi bàn tháng đầu tiên và lập 1 cú hat-trick cho United và cũng trở thành cầu thủ châu Á đầu tiên lập hat-trick tại Premier League, trong chiến thắng 4-0 của MU. Vào ngày 22 tháng 4, Kagawa ra sân trong trận đấu quyết định danh hiệu vô đich của mùa giải với Aston Villa, anh có màn trình diễn xuất sắc và giúp "Quỷ Đỏ" giành chiến thắng 3-0, và trở thành cầu thủ Nhật Bản đầu tiên giành danh hiệu vô địch Premier League. Vào ngày 12 tháng 5, Kagawa đã được đưa vào đội hình xuất phát của MU để đối đầu với Swansea City trong trận đấu cuối cùng trên sân nhà của huấn luyện viên Alex Ferguson trước khi nghỉ hưu, và MU đã thắng 2-1. Vào ngày 19 tháng 5, Kagawa chơi trong trận đấu cuối cùng của MU dưới thời Alex Ferguson với West Bromwich Albion, ghi bàn thắng mở tỷ số cho United với một cú đánh đầu, mở đầu cho một trận cầu điên rồ kết thúc với tỉ số hòa 5-5 (cũng là trận đấu thứ 1500 của huấn luyện viên Alex Ferguson).

### Trở lại Dortmund
Ngày 31 tháng 8 năm 2014, Kagawa đã chính thức quay trở lại câu lạc bộ cũ Borussia Dortmund và ký vào bản hợp đồng có thời hạn đến 30 tháng 6 năm 2018. Anh có bàn thắng đầu tiên cho Dortmund kể từ khi trở lại trong chiến thắng 3-1 trước SC Freiburg ngày 13 tháng 9 năm 2014. Ngày 21 tháng 3 năm 2015, anh ghi một bàn và kiến tạo một bàn giúp Dortmund đánh bại Hannover 96 3-2.

#### 2017–18
Ngày 14 tháng 7 năm 2017, Kagawa gia hạn hợp đồng với Dortmund đến năm 2020. Ngày 20 tháng 9, anh có bàn thắng đầu tiên trong mùa giải mới trong chiến thắng 3-0 trước Hamburg. 10 ngày sau đó, anh chính thức trở thành cầu thủ Nhật Bản ghi nhiều bàn thắng nhất tại Bundesliga khi đạt đến cột mốc 38 bàn thắng, vượt qua thành tích cũ 37 bàn thắng của Okazaki Shinji.
Ngày 27 tháng 1 năm 2018, Kagawa có được bàn thắng thứ 5 tại Bundesliga 2017-18 trong trận hòa 2-2 với SC Freiburg.
Trong nửa đầu mùa giải 2018-19, với sự có mặt của tân huấn luyện viên Lucien Favre, anh không còn được trọng dụng và chỉ có vỏn vẹn hai lần ra sân tại Bundesliga. Đến thời điểm chính thức rời Dortmund lần thứ hai vào tháng 8 năm 2019, Kagawa đã thi đấu 216 trận cho Dortmund, ghi được 60 bàn và có 55 đường chuyền thành bàn.

#### Beşiktaş
Vào ngày cuối kỳ chuyển nhượng mùa đông 2019, Kagawa được Dortmund cho đội bóng Thổ Nhĩ Kỳ Beşiktaş mượn trong giai đoạn còn lại của mùa giải. Chỉ 18 giây sau khi được tung vào sân trong trận đấu đầu tiên trên đất Thổ Nhĩ Kỳ với Antalyaspor, Kagawa đã có bàn thắng đầu tiên cho Beşiktaş và sau đó hoàn tất cú đúp ngày ra mắt với một quả phạt trực tiếp thành bàn. Ngày 10 tháng 3, anh ghi bàn ở phút bù giờ sau cùng 90+3 giúp Beşiktaş có chiến thắng sát nút 3-2 trước Konyaspor.
Trong khoảng thời gian thi đấu tại Thổ Nhĩ Kỳ, Kagawa đã có 4 bàn thắng và 2 đường chuyền thành bàn sau 14 trận đấu.

### Real Zaragoza
Ngày 9 tháng 8 năm 2019, Kagawa chính thức chuyển đến câu lạc bộ Tây Ban Nha Real Zaragoza thi đấu tại Segunda División theo hợp đồng có thời hạn hai năm. Ngày 17 tháng 8, anh có trận đấu đầu tiên cho Zaragoza, trong trận mở màn Segunda División 2019–20 với Tenerife, và đội bóng của anh đã giành chiến thắng 2–0. 8 ngày sau đó, anh có bàn thắng đầu tiên cho đội bóng Tây Ban Nha trong trận hòa 1-1 với Ponferradina.
Sau khi có 4 bàn thắng và 1 kiến tạo trong 31 trận đấu tại Zaragoza, Zaragoza và Kagawa đi đến thỏa thuận chấm dứt hợp đồng vào ngày 2 tháng 10 năm 2020.

### PAOK
Ngày 27 tháng 1 năm 2021, Kagawa gia nhập đội bóng Hy Lạp PAOK theo hợp đồng có thời hạn 1 năm rưỡi.

## Sự nghiệp đội tuyển quốc gia
Kagawa từng được gọi vào đội hình U-20 Nhật Bản tranh tài ở VCK U-20 World Cup 2007 ở Canada. Năm 2008, anh cùng Olympic Nhật Bản tham dự Thế vận hội Mùa hè 2008 ở Bắc Kinh.
Ngày 24 tháng 5 năm 2008, Kagawa có lần đầu tiên khoác áo đội tuyển quốc gia trong trận giao hữu mà Nhật Bản đánh bại Bờ Biển Ngà 1-0. Tuy nhiên, anh không có tên trong danh sách 23 cầu thủ chính thức tham dự World Cup 2010 tại Nam Phi. Tháng 9 năm 2010, Kagawa ghi bàn thắng duy nhất giúp Nhật Bản đánh bại Paraguay ở Yokohama.
Kagawa có tên trong đội hình đội tuyển Nhật Bản tham dự Cúp bóng đá châu Á 2011 tại Qatar. Trong trận tứ kết với đội chủ nhà Qatar, anh lập cú đúp giúp Nhật Bản giành thắng lợi 3-2. Đến trận bán kết với Hàn Quốc, Kagawa phải rời sân ở phút 87 vì chấn thương nên không thể có mặt ở trận chung kết, nơi Nhật Bản đánh bại Úc 1–0 để giành ngôi vô địch.
Với chức vô địch châu Á, Kagawa đã cùng đội tuyển Nhật Bản tham dự Cúp Liên đoàn các châu lục 2013 tại Brasil. Kagawa ghi được một bàn thắng tại giải đấu này, trong trận thua 4-3 trước Đội tuyển bóng đá quốc gia Ý.
Kagawa có tên trong danh sách 23 cầu thủ Nhật Bản tham dự Giải bóng đá vô địch thế giới 2014 tại Brasil. Anh ra sân trong cả ba trận vòng bảng với Bờ Biển Ngà, Hy Lạp và Colombia và Nhật Bản cũng bị loại sau khi kết thúc vòng bảng.
Tháng 12 năm 2014, Kagawa được tân huấn luyện viên Javier Aguirre điền tên vào đội hình đội tuyển bóng đá quốc gia Nhật Bản tham dự Cúp bóng đá châu Á 2015 tại Úc. Tại giải đấu này, anh có một bàn thắng trong trận đấu cuối cùng của vòng bảng với Jordan. Đội tuyển bóng đá quốc gia Nhật Bản đã chính thức trở thành "cựu vương" của Cúp bóng đá châu Á sau thất bại 4–5 trên chấm luân lưu trước UAE tại tứ kết, trong đó Kagawa và Honda là những cầu thủ Nhật Bản đá hỏng phạt đền.
Ngày 31 tháng 5 năm 2018, Kagawa được chọn tham dự giải đấu World Cup lần thứ hai trong sự nghiệp tại Nga sau khi huấn luyện viên Nishino Akira chốt danh sách 23 cầu thủ chính thức. Trong trận đấu mở màn của đội tuyển Nhật Bản tại bảng H với Colombia, anh là người mở tỉ số trận đấu từ chấm phạt đền và đây cũng là bàn thắng đầu tiên từ chấm phạt đền của đội tuyển Nhật Bản trong lịch sử các lần tham dự World Cup của họ. Chung cuộc Nhật Bản thắng 2-1 và trở thành đội bóng Châu Á đầu tiên đánh bại một đại diện Nam Mỹ tại đấu trường World Cup. Anh lại tiếp tục ra sân trong 2 trận còn lại của vòng bảng trước Sénégal và Ba Lan. Đội tuyển Nhật Bản sau đó vượt qua vòng bảng nhưng lại thua chung cuộc 2-3 trước Bỉ ở vòng 16 đội dù đã dẫn trước 2 bàn. Sau giải đấu đó, Kagawa Shinji chính thức chia tay đội tuyển quốc gia sau 11 năm gắn bó, tổng cộng anh đã thi đấu 97 trận và ghi được 31 bàn thắng.

## Phong cách thi đấu
Kagawa sở hữu kĩ thuật cá nhân điêu luyện, với khả năng xử lý bóng tốt bằng cả hai chân cùng nhãn quan, óc quan sát tuyệt vời. Vị trí ưa thích cũng như sở trường của anh là tiền vệ công, thi đấu ngay sau tiền đạo cắm. Anh có thể tạo ra những khoảng trống thuận lợi chỉ sau vài pha chạm bóng đầu tiên và có khả năng "đánh hơi bàn thắng rất tốt". Kagawa cũng có khả năng phối hợp nhóm với hai cánh, với hàng tiền vệ phía sau và tất nhiên là khả năng kiến tạo. Tất cả những ưu điểm của Kagawa trong lối chơi bóng ngắn đã được chứng minh ở Dortmund.
Tại Manchester United Kagawa thường đá lệch về biên trái nhưng anh vẫn phát huy tốt khả năng của mình. Trong trận đấu anh thường di chuyển rất rộng trên sân để nhận bóng cũng như điều tiết nhịp độ trận đấu, và tuy đá lệch trái nhưng khi tấn công anh thường áp sát khu vực cầu môn như một hộ công thu hút sự chú ý của hậu vệ đối phương và tìm cơ hội ghi bàn, đó gần như bản năng của anh.

## Thống kê sự nghiệp

### Câu lạc bộ
Tính đến 12 tháng 9 năm 2021.
| Câu lạc bộ           | Mùa giải            | Vô địch quốc gia    | Vô địch quốc gia | Vô địch quốc gia | Cúp quốc gia | Cúp quốc gia | Cúp liên đoàn | Cúp liên đoàn | Châu lục | Châu lục | Khác    | Khác   | Tổng cộng | Tổng cộng |
| Câu lạc bộ           | Mùa giải            | Hạng đấu            | Số trận          | Số bàn           | Số trận      | Số bàn       | Số trận       | Số bàn        | Số trận  | Số bàn   | Số trận | Số bàn | Số trận   | Số bàn    |
| -------------------- | ------------------- | ------------------- | ---------------- | ---------------- | ------------ | ------------ | ------------- | ------------- | -------- | -------- | ------- | ------ | --------- | --------- |
| Cerezo Osaka         | 2006                | J1 League           | 0                | 0                | 0            | 0            | 0             | 0             | —        | —        | —       | —      | 0         | 0         |
| Cerezo Osaka         | 2007                | J2 League           | 35               | 5                | 1            | 2            | —             | —             | —        | —        | —       | —      | 36        | 7         |
| Cerezo Osaka         | 2008                | J2 League           | 35               | 16               | 0            | 0            | —             | —             | —        | —        | —       | —      | 35        | 16        |
| Cerezo Osaka         | 2009                | J2 League           | 44               | 27               | 0            | 0            | —             | —             | —        | —        | —       | —      | 44        | 27        |
| Cerezo Osaka         | 2010                | J1 League           | 11               | 7                | —            | —            | 1             | 0             | —        | —        | —       | —      | 12        | 7         |
| Cerezo Osaka         | Tổng cộng           | Tổng cộng           | 125              | 55               | 1            | 2            | 1             | 0             | —        | —        | —       | —      | 127       | 57        |
| Borussia Dortmund    | 2010–11             | Bundesliga          | 18               | 8                | 2            | 0            | —             | —             | 8        | 4        | —       | —      | 28        | 12        |
| Borussia Dortmund    | 2011–12             | Bundesliga          | 31               | 13               | 5            | 3            | —             | —             | 6        | 1        | 1       | 0      | 43        | 17        |
| Borussia Dortmund    | Tổng cộng           | Tổng cộng           | 49               | 21               | 7            | 3            | —             | —             | 14       | 5        | 1       | 0      | 71        | 29        |
| Manchester United    | 2012–13             | Premier League      | 20               | 6                | 3            | 0            | 0             | 0             | 3        | 0        | —       | —      | 26        | 6         |
| Manchester United    | 2013–14             | Premier League      | 18               | 0                | 1            | 0            | 2             | 0             | 8        | 0        | 1       | 0      | 30        | 0         |
| Manchester United    | 2014–15             | Premier League      | 0                | 0                | 0            | 0            | 1             | 0             | —        | —        | —       | —      | 1         | 0         |
| Manchester United    | Tổng cộng           | Tổng cộng           | 38               | 6                | 4            | 0            | 3             | 0             | 11       | 0        | 1       | 0      | 57        | 6         |
| Borussia Dortmund    | 2014–15             | Bundesliga          | 28               | 5                | 5            | 1            | —             | —             | 5        | 0        | —       | —      | 38        | 6         |
| Borussia Dortmund    | 2015–16             | Bundesliga          | 29               | 9                | 5            | 1            | —             | —             | 12       | 3        | —       | —      | 46        | 13        |
| Borussia Dortmund    | 2016–17             | Bundesliga          | 21               | 1                | 3            | 2            | —             | —             | 5        | 3        | 1       | 0      | 30        | 6         |
| Borussia Dortmund    | 2017–18             | Bundesliga          | 19               | 5                | 3            | 1            | —             | —             | 5        | 0        | 0       | 0      | 27        | 6         |
| Borussia Dortmund    | 2018–19             | Bundesliga          | 2                | 0                | 1            | 0            | —             | —             | 1        | 0        | 0       | 0      | 4         | 0         |
| Borussia Dortmund    | Tổng cộng           | Tổng cộng           | 99               | 20               | 17           | 5            | —             | —             | 28       | 6        | 1       | 0      | 145       | 31        |
| Borussia Dortmund II | 2018–19             | Regionalliga        | 1                | 0                | —            | —            | —             | —             | —        | —        | —       | —      | 1         | 0         |
| Beşiktaş (mượn)      | 2018–19             | Süper Lig           | 14               | 4                | 0            | 0            | —             | —             | 0        | 0        | —       | —      | 14        | 4         |
| Zaragoza             | 2019–20             | Segunda División    | 31               | 4                | 3            | 0            | —             | —             | —        | —        | 2       | 0      | 36        | 4         |
| PAOK                 | 2020–21             | Super League Greece | 5                | 0                | 3            | 0            | —             | —             | —        | —        | —       | —      | 8         | 0         |
| PAOK                 | 2021–22             | Super League Greece | 1                | 0                | 0            | 0            | —             | —             | 3        | 0        | —       | —      | 4         | 0         |
| Sint-Truidense       | 2021–22             | Belgian Pro League  | 0                | 0                | 0            | 0            | —             | —             | —        | —        | —       | —      | 0         | 0         |
| Tổng cộng sự nghiệp  | Tổng cộng sự nghiệp | Tổng cộng sự nghiệp | 362              | 110              | 35           | 10           | 4             | 0             | 56       | 11       | 5       | 0      | 463       | 131       |

### Bàn thắng cho đội tuyển quốc gia
| 1                                     | 9 tháng 10 năm 2008  | Sân vận động Denka Big Swan, Niigata, Nhật Bản          | UAE         | 1–0 | 1–1 | Kirin Cup 2009                |
| 2                                     | 4 tháng 2 năm 2009   | Sân vận động Olympic Quốc gia, Tokyo, Nhật Bản          | Phần Lan    | 3–0 | 5–1 | Kirin Cup 2009                |
| 3                                     | 4 tháng 9 năm 2010   | Sân vận động Nissan, Yokohama, Nhật Bản                 | Paraguay    | 1–0 | 1–0 | Kirin Cup 2010                |
| 4                                     | 21 tháng 1 năm 2011  | Sân vận động Thani bin Jassim, Doha, Qatar              | Qatar       | 1–1 | 3–2 | AFC Asian Cup 2011            |
| 5                                     | 21 tháng 1 năm 2011  | Sân vận động Thani bin Jassim, Doha, Qatar              | Qatar       | 2–2 | 3–2 | AFC Asian Cup 2011            |
| 6                                     | 10 tháng 8 năm 2011  | Sapporo Dome, Sapporo, Nhật Bản                         | Hàn Quốc    | 1–0 | 3–0 | Giao hữu                      |
| 7                                     | 10 tháng 8 năm 2011  | Sapporo Dome, Sapporo, Nhật Bản                         | Hàn Quốc    | 3–0 | 3–0 | Giao hữu                      |
| 8                                     | 11 tháng 10 năm 2011 | Sân vận động Nagai, Osaka, Nhật Bản                     | Tajikistan  | 4–0 | 8–0 | Vòng loại FIFA World Cup 2014 |
| 9                                     | 11 tháng 10 năm 2011 | Sân vận động Nagai, Osaka, Nhật Bản                     | Tajikistan  | 7–0 | 8–0 | Vòng loại FIFA World Cup 2014 |
| 10                                    | 23 tháng 5 năm 2012  | Sân vận động Shizuoka, Fukuroi, Nhật Bản                | Azerbaijan  | 1–0 | 2–0 | Giao hữu                      |
| 11                                    | 8 tháng 6 năm 2012   | Sân vận động Saitama 2002, Saitama, Nhật Bản            | Jordan      | 4–0 | 6–0 | Vòng loại FIFA World Cup 2014 |
| 12                                    | 12 tháng 10 năm 2012 | Stade de France, Paris, Pháp                            | Pháp        | 1–0 | 1–0 | Giao hữu                      |
| 13                                    | 26 tháng 3 năm 2013  | Sân vận động Quốc vương Abdullah, Amman, Jordan         | Jordan      | 1–2 | 1–2 | Vòng loại FIFA World Cup 2014 |
| 14                                    | 20 tháng 6 năm 2013  | Itaipava Arena Pernambuco, São Lourenço da Mata, Brasil | Ý           | 2–0 | 3–4 | FIFA Confederarions Cup 2013  |
| 15                                    | 14 tháng 8 năm 2013  | Sân vận động Miyagi, Rifu, Nhật Bản                     | Uruguay     | 1–3 | 2–4 | Giao hữu                      |
| 16                                    | 10 tháng 9 năm 2013  | Sân vận động Saitama 2002, Saitama, Nhật Bản            | Ghana       | 1–1 | 3–1 | Giao hữu                      |
| 17                                    | 5 tháng 3 năm 2014   | Sân vận động Olympic Quốc gia, Tokyo, Nhật Bản          | New Zealand | 2–0 | 4–2 | Giao hữu                      |
| 18                                    | 2 tháng 6 năm 2014   | Sân vận động Raymond James, Tampa, Hoa Kỳ               | Costa Rica  | 2–1 | 3–1 | Giao hữu                      |
| 19                                    | 7 tháng 6 năm 2014   | Sân vận động Raymond James, Tampa, Hoa Kỳ               | Zambia      | 2–2 | 4–3 | Giao hữu                      |
| 20                                    | 20 tháng 1 năm 2015  | Sân vận động Melbourne Rectangular, Melbourne, Úc       | Jordan      | 2–0 | 2–0 | AFC Asian Cup 2015            |
| 21                                    | 3 tháng 9 năm 2015   | Sân vận động Saitama 2002, Saitama, Nhật Bản            | Campuchia   | 3–0 | 3–0 | Vòng loại FIFA World Cup 2018 |
| 22                                    | 8 tháng 9 năm 2015   | Sân vận động Azadi, Tehran, Iran                        | Afghanistan | 1–0 | 6–0 | Vòng loại FIFA World Cup 2018 |
| 23                                    | 8 tháng 9 năm 2015   | Sân vận động Azadi, Tehran, Iran                        | Afghanistan | 3–0 | 6–0 | Vòng loại FIFA World Cup 2018 |
| 24                                    | 29 tháng 3 năm 2016  | Sân vận động Saitama 2002, Saitama, Nhật Bản            | Syria       | 2–0 | 5–0 | Vòng loại FIFA World Cup 2018 |
| 25                                    | 29 tháng 3 năm 2016  | Sân vận động Saitama 2002, Saitama, Nhật Bản            | Syria       | 4–0 | 5–0 | Vòng loại FIFA World Cup 2018 |
| 26                                    | 3 tháng 6 năm 2016   | Sân vận động Toyota, Toyota, Nhật Bản                   | Bulgaria    | 2–0 | 7–2 | Cúp Kirin 2016                |
| 27                                    | 3 tháng 6 năm 2016   | Sân vận động Toyota, Toyota, Nhật Bản                   | Bulgaria    | 3–0 | 7–2 | Cúp Kirin 2016                |
| 28                                    | 28 tháng 3 năm 2017  | Sân vận động Saitama 2002, Saitama, Nhật Bản            | Thái Lan    | 1–0 | 4–0 | Vòng loại FIFA World Cup 2018 |
| 29                                    | 10 tháng 10 năm 2017 | Sân vận động Nissan, Yokohama, Nhật Bản                 | Haiti       | 3–3 | 3–3 | Giao hữu                      |
| 30                                    | 12 tháng 6 năm 2018  | Tivoli-Neu, Innsbruck, Áo                               | Paraguay    | 4–2 | 4–2 | Giao hữu                      |
| 31                                    | 19 tháng 6 năm 2018  | Mordovia Arena, Saransk, Nga                            | Colombia    | 1–0 | 2–1 | FIFA World Cup 2018           |
| Thống kê đến ngày 19 tháng 6 năm 2018 |                      |                                                         |             |     |     |                               |

## Danh hiệu

### Câu lạc bộ

#### Borussia Dortmund
- Bundesliga: 2010–11, 2011–12
- DFB-Pokal: 2011–12, 2016–17
- DFL-Supercup: 2019

#### Manchester United
- Premier League: 2012–13
- FA Community Shield: 2013

#### PAOK
- Greek Cup: 2020–21

### Quốc tế
- AFC Asian Cup: 2011

### Cá nhân
- Vua phá lưới J. League Division 2: 2009
- kicker Bundesliga Team of the Season: 2010–11, 2011–12
- kicker Bundesliga First half of the 2012 Season, Only one selected for world class.
- VDV Team of the Season: 2011–12
- ESM Team of the Season: 2011–12
- AFC Asian International Player of the Year: 2012
- Bundesliga Team of the Season: 2015–16
- IFFHS Asian Men's Team of All Time: 2021